# Mycetophila eramanensis
Mycetophila eramanensis är en tvåvingeart som beskrevs av Lane 1955. Mycetophila eramanensis ingår i släktet Mycetophila och familjen svampmyggor. Inga underarter finns listade i Catalogue of Life.